# 10405 Yoshiaki
10405 Yoshiaki eller 1997 WT23 är en asteroid i huvudbältet som upptäcktes den 19 november 1997 av den japanske amatörastronomen Tomimaru Okuni vid Nanyō-observatoriet. Den är uppkallad efter japanen Mogami Yoshiaki.
Den tillhör asteroidgruppen Nysa.